# Giovanni La Penna
Giovanni La Penna (Roseto Valfortore, 29 ottobre 1909 – Roseto Valfortore, 28 dicembre 2020) è stato un supercentenario italiano di 111 anni e 60 giorni.
Detenne il titolo di Uomo più longevo vivente in Italia (mentre il titolo di Decana d'Italia spettava alla siciliana Maria Oliva) dal 21 marzo 2020, quando il veneto Giovanni Quarisa è deceduto, a 110 anni e 210 giorni. Dal 25 ottobre 2020 era, inoltre, la persona più anziana della regione Puglia, a seguito della morte della 111enne Carmela Villani.
Rimane, inoltre, la settima persona di sesso maschile più longeva mai vissuta in Italia (escludendo coloro che sono emigrati, che lo renderebbero sesto).

## Biografia
Giovanni La Penna nacque a Roseto Valfortore, tra i monti della Daunia in Provincia di Foggia, il 29 ottobre del 1909.
Visse tutta la vita nel suo borgo natale, cui rimase sempre profondamente legato. Dal suo matrimonio con Giovanna Sbrocchi, deceduta nel 1984, ebbe 4 figli, due maschi e due femmine.
Nel 1946, in occasione del Referendum sulla forma istituzionale dello Stato del 1946, Giovanni La Penna scelse la repubblica.
Nel 2009 compì 100 anni; in quell'occasione le istituzioni gli recapitarono una targa commemorativa, ed il 1º novembre successivo fu celebrata nella chiesa cattolica locale una messa in suo onore.
Il 29 ottobre 2019 compì 110 anni, divenendo uno dei 21 uomini italiani ad aver raggiunto tale traguardo. A seguito della morte del veneto Giovanni Quarisa, il 21 marzo 2020, La Penna divenne "Decano maschile d'Italia", mentre il titolo di "uomo vivente più longevo nato in Italia" passò a Delio Venturotti, residente in Brasile e maggiore del pugliese di 4 soli giorni.
Il 20 settembre 2020 Giovanni La Penna votò alle Elezioni regionali pugliesi, elettore italiano più anziano. 
Fu a lungo molto attivo, giocando a carte con gli altri anziani del paese e con i 14 pronipoti, e recandosi a messa accompagnato da uno degli 11 nipoti; finché le sue condizioni glielo permisero, si occupò dell'orto di sua proprietà.
Il 29 ottobre 2020 festeggiò 111 anni, ottavo italiano di sesso maschile a farlo. A causa dell'emergenza COVID-19 non poté celebrare con la comunità paesana il traguardo.
Muore il 28 dicembre 2020 all'età di 111 anni e 60 giorni, a causa di complicazioni da COVID-19. Dopo aver lasciato il titolo di uomo più anziano d’Italia al 108enne siciliano Antonino Turturici, nato il 18 gennaio 1912 e morto il 23 settembre 2021, i funerali sono stati svolti il 7 gennaio 2021.